# Ben Kingsley
Pour les articles homonymes, voir Kingsley.
Ben Kingsley, nom de scène de Krishna Pandit Bhanji, est un acteur britannique d'ascendance indienne, né le 31 décembre 1943 à Snainton (Yorkshire, Royaume-Uni). Il est devenu célèbre pour avoir joué le père de la nation indienne dans le film Gandhi, de Richard Attenborough, rôle pour lequel il a obtenu notamment l'Oscar du meilleur acteur.

## Biographie

### Jeunesse et formation

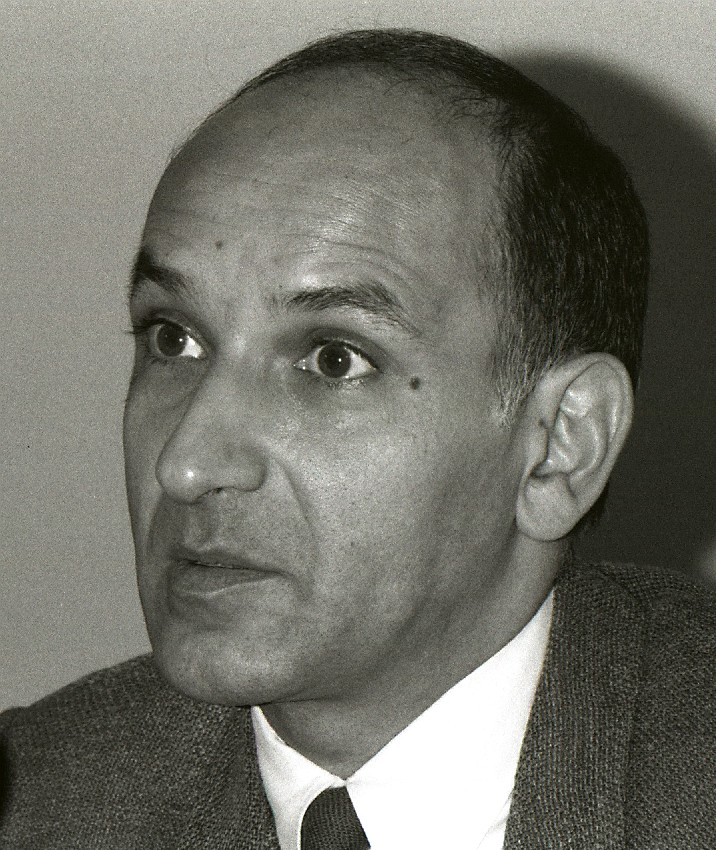
Ben Kingsley en Suède pour la promotion du film Gandhi en 1983.

Ben Kingsley est né en Angleterre, d'un père médecin, Rahimtulla Harji Bhanji, d'ascendance gujarati mais né au Kenya (ses grands-parents paternels s'étant préalablement installés à Zanzibar), tandis que sa mère Anna Lyna Mary (née Goodman) était une actrice et mannequin anglaise.
Ben suit ses études secondaires à la Manchester Grammar School où il se fait des amis de confession juive, suscitant ainsi la colère de sa grand-mère maternelle qui lui dit que « Hitler avait raison, il aurait dû tuer tous les Juifs ». Ce fut la découverte de l'antisémitisme auquel il s'opposera durant sa vie,. Il entre au Pendlebury College au sein du complexe universitaire du Salford City College (en) pour suivre des études de médecine comme son père, là il entre dans la troupe de théâtre de l'université et se passionne pour ce nouvel univers.

### Carrière

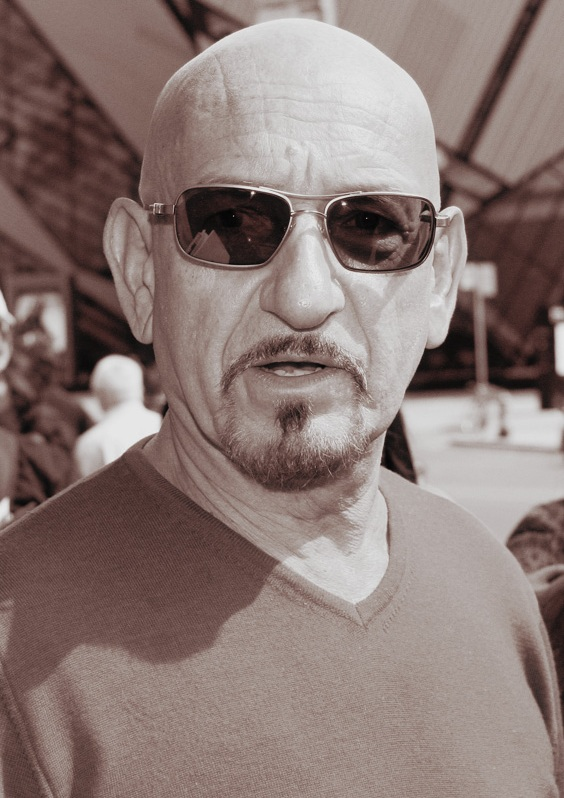
Ben Kingsley lors du Festival international du film de Toronto en septembre 2008.

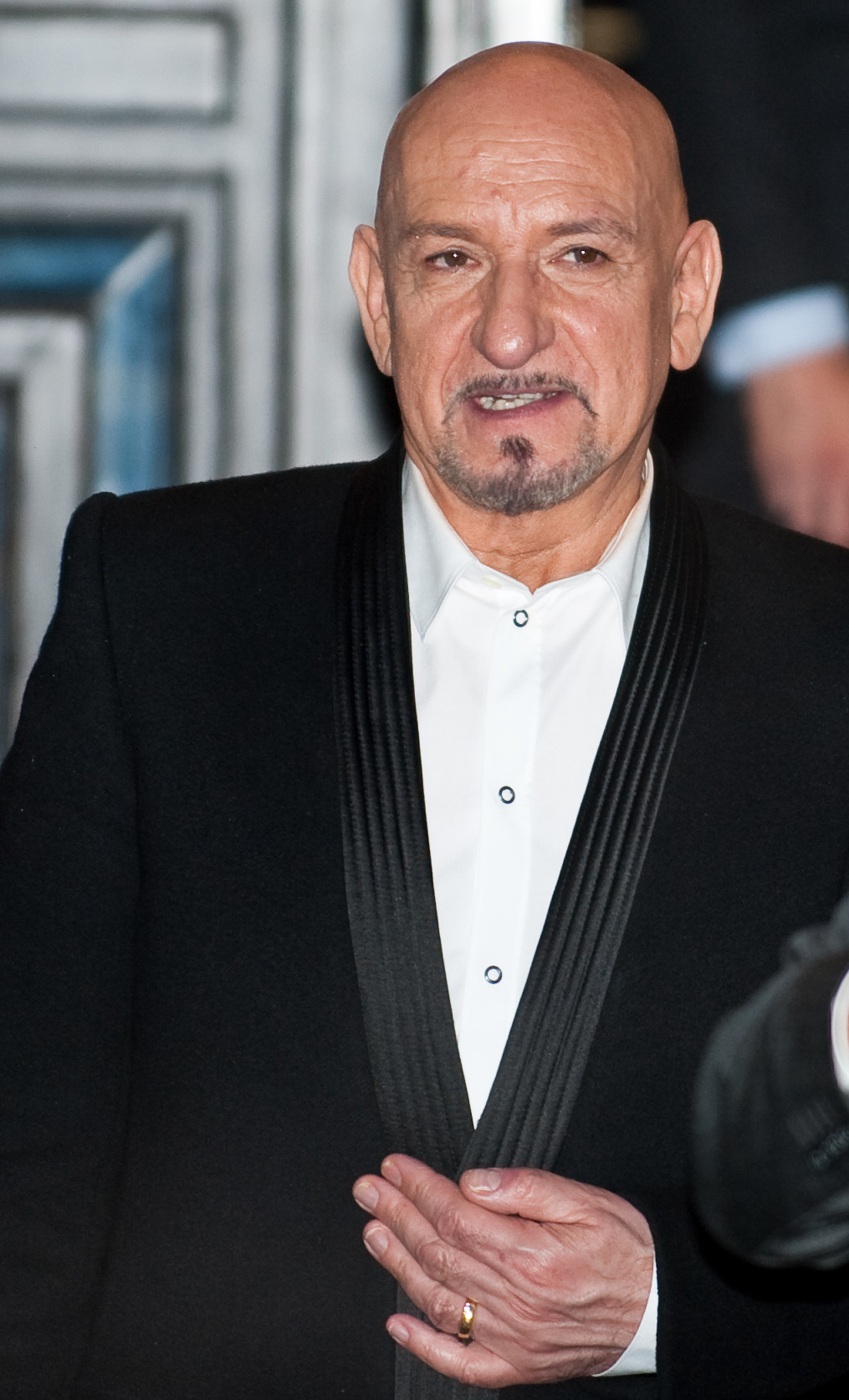
Ben Kingsley lors de la Berlinale 2010.

En 1965, il écrit et interprète des chansons pour la pièce télévisée A Smashing Day d'Alan Plater, qui en 1965 est adaptée pour la scène et jouée dans un petit théâtre de Stoke-on-Trent ; la version pour théâtre est produite par Brian Epstein, le manager des Beatles, qui la fait représenter à l'Arts Theatre (en) de Londres où elle connaît un échec retentissant,,. Après une de ces présentations, Kingsley rencontre Ringo Starr et John Lennon qui l'encouragent à voir Dick James (en) pour qu'il l'aide à se lancer dans la musique populaire. Malgré cette opportunité, il décide de poursuivre sa carrière d'acteur et se joint à la Royal Shakespeare Company en 1967,,.
En 1970, il change son nom de Krishna Pandit Bhanji en Ben Kingsley, afin de favoriser des auditions, son nom étant d'après lui imprononçable,,.
En 1972, il est à l'affiche du film Six minutes pour mourir (en) (Fear Is the Key) de Michael Tuchner.
En 1982, il se fait connaître du grand public en interprétant Gandhi, dans le film du même nom de Richard Attenborough. Ce rôle lui vaut d'acquérir du jour au lendemain le statut de vedette internationale. Pour son interprétation, il obtient le New York Film Critic Award, le Golden Globe et surtout l'Oscar du meilleur acteur l'année suivante. Cantonnée auparavant à la télévision et aux seconds rôles, sa carrière cinématographique est désormais lancée.
Il apparaît par la suite dans de nombreux films écrits par Harold Pinter, dont Trahisons conjugales.
En 1987, il apparaît dans Maurice de James Ivory. Il a, en 2009, également joué avec Dennis Hopper et Penélope Cruz dans un film jamais sorti au cinéma : Lovers (Elegy).
Acteur de composition, il varie ses personnages, entre autres : gangster notoire dans Bugsy (Barry Levinson, 1991) ; champion d'échecs dans À la recherche de Bobby Fischer (Steven Zaillian, 1993) ; Itzhak Stern, le comptable juif d'Oskar Schindler, dans La Liste de Schindler (Steven Spielberg, 1993) ; ancien tortionnaire dans La Jeune Fille et la Mort (Roman Polanski, 1994) ; Nizam, le frère d'un roi de Perse dans Prince of Persia : Les Sables du Temps (Mike Newell, 2010) ; Dr John Cawley dans Shutter Island (Martin Scorsese, 2010) puis Georges Méliès, le célèbre cinéaste, dans le film Hugo Cabret (aussi de Martin Scorsese, 2011) ; le protagoniste Mandarin dans le blockbuster de super-héros Iron Man 3 (Shane Black, 2013) ; Noun, un intellectuel hébreu dans Exodus: Gods and Kings (Ridley Scott, 2014) ; Merenkhare, ancien pharaon dans La Nuit au musée : Le Secret des Pharaons (Shawn Levy, 2014) ou encore Rudolf « Papa Rudy » Omankowsky, un homme ordinaire dans The Walk : Rêver plus haut (Robert Zemeckis, 2015).
Par ailleurs, il a aussi prêté sa voix pour la version originale du jeu vidéo Fable III où il interprète la voix de Savin (Sabine dans la version originale).

### Autres
Il a été fait Commandeur de l'Ordre de l'Empire britannique en 2000 et a été anobli par la reine Élisabeth II en 2001.
En 2003, il fait partie du jury du 29e Festival du cinéma américain de Deauville, présidé par le réalisateur Roman Polanski et avec notamment à ses côtés, comme membre du jury, l'actrice Claudia Cardinale.

## Filmographie

### Cinéma

#### Longs métrages

##### Années 1970-1980
- 1972 : Six minutes pour mourir (Fear Is the Key) de Michael Tuchner : Royale
- 1982 : Gandhi de Richard Attenborough : Mohandas Karamchand Gandhi « Bapu »
- 1983 : Trahisons conjugales (Betrayal) de David Hugh Jones : Robert
- 1985 : Turtle Diary de John Irvin : William Snow
- 1985 : Harem d'Arthur Joffé : Selim
- 1987 : Maurice de James Ivory : Lasker-Jones
- 1987 : Testimony de Tony Palmer : Dmitri Chostakovitch
- 1988 : L'Île de Pascali (Pascali's Island) de James Dearden : Basil Pascali
- 1988 : Élémentaire, mon cher... Lock Holmes (Without a Clue) de Thom Eberhardt : Dr John Watson
- 1989 : Slipstream : Le Souffle du futur (Slipstream) de Steven Lisberger : Avatar

##### Années 1990
- 1990 : Cellini, l'or et le sang (Una Vita scellerata) de Giacomo Battiato : le gouverneur
- 1990 : Le Cinquième Singe (O Quinto Macaco) d'Éric Rochat : Cunda
- 1990 : The Children de Tom Shankland : Martin Boyne
- 1991 : L'Amour nécessaire (L'Amore necessario) de Fabio Carpi: Ernesto
- 1991 : Bugsy de Barry Levinson : Meyer Lansky
- 1992 : Les Experts (Sneakers) de Phil Alden Robinson : Cosmo
- 1993 : Président d'un jour (Dave) de Ivan Reitman : le vice-président Nance
- 1993 : À la recherche de Bobby Fischer (Searching for Bobby Fischer) de Steven Zaillian : Bruce Pandolfini
- 1993 : La Liste de Schindler (Schindler's List) de Steven Spielberg : Itzhak Stern
- 1994 : La Jeune Fille et la Mort (Death and the Maiden) de Roman Polanski : Dr Roberto Miranda
- 1995 : La Mutante (Species) de Roger Donaldson : Xavier Fitch
- 1996 : La Nuit des rois (Twelfth Night: Or What You Will) de Trevor Nunn : Feste
- 1997 : Contrat sur un terroriste (The Assignment) de Christian Duguay : Amos
- 1997 : Forever (Photographing Fairies) de Nick Willing : le révérend Templeton
- 1999 : A Force More Powerful de Steve York : le narrateur (voix)
- 1999 : The Confession de David Hugh Jones : Harry Fertig
- 1999 : Parting Shots de Michael Winner : Renzo Locatelli

##### Années 2000
- 2000 : Spooky House de William Sachs : le Grand Zamboni
- 2000 : De quelle planète viens-tu ? (What Planet Are You From?) de Mike Nichols : Graydon
- 2000 : L'Enfer du devoir (Rules of Engagement) de William Friedkin : l'ambassadeur Mourain
- 2000 : Sexy Beast de Jonathan Glazer : Don Logan
- 2001 : A.I. Intelligence artificielle (Artificial Intelligence: AI) de Steven Spielberg : le spécialiste (voix)
- 2001 : Le Triomphe de l'amour (The Triumph of Love) : Hermocrates
- 2002 : Immortels (Tuck Everlasting) de Jay Russell : l'homme au costume jaune
- 2003 : House of Sand and Fog de Vadim Perelman : Behrani
- 2004 : Les Sentinelles de l'air (Thunderbirds) de Jonathan Frakes : The Hood
- 2004 : Suspect Zero d'E. Elias Merhige : Benjamin O'Ryan
- 2005 : Un coup de tonnerre (A Sound of Thunder) de Peter Hyams : Charles Hatton
- 2005 : Oliver Twist de Roman Polanski : Fagin
- 2005 : BloodRayne de Uwe Boll : Kagan
- 2006 : Slevin (Lucky Number Slevin) de Paul McGuigan : le rabbin
- 2007 : You Kill Me de John Dahl : Frank Falenczyk
- 2007 : La Dernière Légion (The Last Legion) de Doug Lefler : Ambrosinus / Merlin
- 2008 : La Guerre de l'ombre (Fifty Dead Men Walking) de Kari Skogland : Fergus
- 2008 : Wackness de Jonathan Levine : Dr Jeffrey Squires
- 2008 : Lovers (Elegy) d'Isabel Coixet : David Kepesh
- 2008 : Transsibérien de Brad Anderson : Grinko
- 2008 : Love Gourou de Marco Schnabel : le gourou Tugginmypudha
- 2008 : War, Inc. de Joshua Seftel : Walkeinbaum

##### Années 2010
- 2010 : Shutter Island de Martin Scorsese : Dr John Cawley
- 2010 : Prince of Persia : Les Sables du Temps (Prince of Persia: The Sands of Time) de Mike Newell : Nizam
- 2010 : Teen Patti de Leena Yadav : Perci Trachtenberg
- 2011 : Hugo Cabret (Hugo) de Martin Scorsese : Georges Méliès
- 2012 : The Dictator de Larry Charles : l'oncle Tamir
- 2013 : Iron Man 3 de Shane Black : Trevor Slattery / le Mandarin
- 2013 : A Birder's Guide to Everything de Rob Meyer : Lawrence Konrad
- 2013 : La Stratégie Ender (Ender's Game) de Gavin Hood : Mazer Rackham
- 2013 : A Common Man de Chandran Rutnam : l'homme
- 2013 : L'Oracle (The Physician) de Philipp Stölzl : Avicenne
- 2014 : Hysteria (Stonehearst Asylum) de Brad Anderson : Silas Lamb
- 2014 : Walking with the Enemy de Mark Schmidt : Miklós Horthy
- 2014 : Permis d'aimer (Learning to Drive) d'Isabel Coixet : Darwan
- 2014 : Robots Supremacy (Robot Overlords) de Jon Wright : Robin Smythe
- 2014 : Exodus: Gods and Kings de Ridley Scott : Nun
- 2014 : La Nuit au musée : Le Secret des Pharaons (Night at the Museum: Secret of the Tomb) de Shawn Levy : Merenkhare
- 2015 : Knight of Cups de Terrence Malick : le premier narrateur (voix)
- 2015 : Life d'Anton Corbijn : Jack Warner
- 2015 : Cœur de dragon 3 : La Malédiction du sorcier (Dragonheart 3: The Sorcerer's Curse) de Colin Teague : Drago (voix)
- 2015 : Renaissances (Self/less) de Tarsem Singh : Damian Hayes âgé
- 2015 : The Walk : Rêver plus haut (The Walk) de Robert Zemeckis : Rudolf « Papa Rudy » Omankowsky
- 2016 : Le Livre de la jungle (The Jungle Book) de Jon Favreau : Bagheera (voix)
- 2016 : No Way Out (Collide) d'Eran Creevy : Geran
- 2017 : Security d'Alain DesRochers : Charlie
- 2017 : Le Lieutenant ottoman (The Ottoman Lieutenant) de Joseph Ruben : Woodruff
- 2017 : An Ordinary Man de Brad Silberling : le général
- 2017 : War Machine de David Michôd : le président Hamid Karzai
- 2018 : Trahison d'État (Backstabbing for Beginners) de Per Fly : Pasha
- 2018 : Operation Finale de Chris Weitz : Adolf Eichmann
- 2018 : Nomis (Night Hunter) de David Raymond : Michael Cooper
- 2018 : Intrigo : Mort d'un auteur (Intrigo: Death of an Author) de Daniel Alfredson : Alex Henderson
- 2019 : Opération Brothers (The Red Sea Diving Resort) de Gideon Raff : Ethan Levin
- 2019 : Spider in the Web d'Eran Riklis : Adereth

##### Années 2020
- 2021 : Locked Down de Doug Liman : Solomon
- 2021 :  Shang-Chi et la Légende des Dix Anneaux (Shang-Chi and the Legend of the Ten Rings) de Destin Daniel Cretton : Trevor Slattery
- 2022 : Dalíland de Mary Harron : Salvador Dalí
- 2023 : Jules  de Marc Turtletaub : Milton Robinson
- 2024 : The Killer's Game de J.J. Perry : Zvi
- 2024 : William Tell de Nick Hamm : Albert Ier
- 2025 : Deep Water de Renny Harlin
- 2025 : Desert Warrior de Rupert Wyatt : empereur Kisra
- 2025 : The Way of the Wind de Terrence Malick
- 2025 : The Thursday Murder Club de Chris Columbus : Ibrahim Arif

#### Courts métrages
- 2010 : Aral. El mar perdido d'Isabel Coixet
- 2012 : A Therapy de Roman Polanski : le psychiatre
- 2014 : Jaguar: Rendezvous de Tom Hooper
- 2014 : Édition unique Marvel : Longue vie au roi (Marvel One-Shot: All Hail the King) de Drew Pearce : Trevor Slattery[15]
- 2016 : Of Dogs and Men d'Avan Jogia : l'appelant
- 2023 : La Merveilleuse Histoire de Henry Sugar (The Wonderful Story of Henry Sugar) de Wes Anderson : Imdad Khan / le croupier

#### Films d'animation
- 1990 : Romeo.Juliet d'Armondo Linus Acosta : le père Capulet (voix originale)
- 1992 : Freddie, agent secret (Freddie as F.R.O.7) de Jon Acevski : Freddie (voix originale)
- 2007 : The Ten Commandments de Bill Boyce et John Stronach : le narrateur (voix originale)
- 2012 : Noah de Bill Boyce et John Stronach : le narrateur (voix originale)
- 2013 : Monstres Academy de Dan Scanlon : le commentateur sportif (voix originale)
- 2014 : Les Boxtrolls de Graham Annable et Anthony Stacchi : Archibald Snatcher (voix originale)

### Télévision

#### Téléfilms
- 1973 : A Misfortune
- 1973 : Barbara of the House of Grebe : Lord Uplandtowers
- 1974 : Antoine et Cléopâtre : Thidias
- 1975 : The Brotherhood : Rossetti
- 1975 : An Impeccable Elopement
- 1975 : Remember Me
- 1975 : Beata Beatrix
- 1975 : The Artisan
- 1982 : Kean : Edmund Kean
- 1982 : Les Joyeuses Commères de Windsor (The Merry Wives of Windsor) : Frank Ford
- 1984 : La Dame aux camélias (Camille) de Desmond Davis : Duval
- 1985 : Silas Marner: The Weaver of Raveloe : Silas Marner
- 1986 : Stanley's Vision : Stanley Spencer
- 1989 : Murderers Among Us: The Simon Wiesenthal Story : Simon Wiesenthal
- 1990 : Un train pour Petrograd (Lenin: The Train) : Lénine
- 1991 : The War That Never Ends : Périclès
- 1995 : La Bible : Joseph : Potiphar
- 1995 : La Bible : Moïse : Moïse
- 1997 : Weapons of Mass Distraction (en) : Julian Messenger
- 1998 : L'Échoppe des horreurs (The Tale of Sweeney Todd) : Sweeney Todd
- 1998 : Crime et Châtiment (Crime and Punishment) : Porfiry
- 1999 : Alice au pays des merveilles (Alice in Wonderland) : Major Caterpillar
- 2005 : Mme Harris (Mrs. Harris) : Herman Tarnower

#### Séries télévisées
- 1966 : Pardon the Expression : Roy (saison 2, épisode 22)
- 1966 : Orlando : Peter (6 épisodes)
- 1966 : Coronation Street : Ron Jenkins (5 épisodes)
- 1973 : Play for Today : Naseem (saison 3, épisode 20)
- 1975 : The Love School : Rossetti (5 épisodes)
- 1976-1979 : Crown Court : Jeremy Leigh (5 épisodes)
- 1976 : Dickens of London : Dr John Elliotson (mini-série en 2 épisodes)
- 1977 : The Velvet Glove : Chakravarti (saison 1, épisode 5)
- 1979 : BBC2 Playhouse : Ivanov (saison 6, épisode 2)
- 1980 : Vikings! : rôle inconnu (3 épisodes)
- 1987 : Le Secret du Sahara (Il Segreto del Sahara) : Sholomon (mini-série en 4 épisodes)
- 2001 : Anne Frank (Anne Frank: The Whole Story) : Otto Frank (mini-série en 2 épisodes)
- 2006 : Les Soprano (The Sopranos) : lui-même
- 2015 : Toutânkhamon : Le Pharaon maudit (Tut) : Aÿ (mini-série en 3 épisodes)
- 2018 : La Colline aux lapins : le général Woundwort[16] (mini-série d'animation en 4 épisodes, voix originale)
- 2019 : Perpetual Grace, LTD (en) : le pasteur Byron Brown (10 épisodes)
- 2025 : Wonder Man : Trevor Slattery

#### Documentaires
- 1994 : Liberation d'Arnold Schwartzman : le narrateur (voix originale)
- 1999 : A Force More Powerful de Steve York : le narrateur (voix originale)
- 2000 : Islam: Empire of Faith de Robert H. Gardner : le narrateur (voix originale)
- 2003 : Unlikely Heroes de Richard Trank : le narrateur (voix originale)
- 2003 : Helena: First Pilgrim to the Holy Land de Chris Hooke : le narrateur[15] (voix originale)
- 2007 : China's Stolen Children de Jezza Neumann : le narrateur (voix originale)
- 2010 : Winston Churchill: Walking with Destiny de Richard Trank : le narrateur (voix originale)
- 2012 : It Is No Dream de Richard Trank : le narrateur (voix originale)
- 2015 : Unity de Shaun Monson : le narrateur (voix originale)
- 2018 : All or Nothing: Manchester City Documentary de Amazon Prime Video : le narrateur (voix originale)

### Jeu vidéo
- 2010 : Fable 3 : Savine (voix originale)

## Discographie
- 1991 : The tiger and the Brahim, conte lu par Ben Kingsley sur une musique de Ravi Shankar chez Rabbit Ears.

## Distinctions

### Récompenses
- Oscars 1983 : meilleur acteur pour Gandhi
- Golden Globes 1983 : meilleur acteur dans un film dramatique pour Gandhi
- Prix du cinéma européen 2001 : catégorie Acteur européen de l'année pour Sexy Beast
- Screen Actors Guild Awards 2002 : meilleur acteur dans un téléfilm ou dans une mini-série pour Anne Frank
- Walk of Fame de Hollywood 2010 : cérémonie d'insertion de son étoile au 6931 Hollywood Boulevard[17]

### Nominations
- BAFTA 1993 : meilleur acteur dans un second rôle pour La Liste de Schindler
- Oscars 2002 : meilleur acteur dans un second rôle pour Sexy Beast.
- Oscars 2003 : meilleur acteur pour House of Sand and Fog.
- Razzie Awards 2006 : pire second rôle masculin pour BloodRayne.

## Voix francophones
En version française, Ben Kingsley est d'abord doublé par plusieurs comédiens. Ainsi, il est doublé par Med Hondo dans Gandhi, Jérôme Keen dans Camille, Pierre Arditi dans Harem ,Philippe Dumat dans Élémentaire, mon cher... Lock Holmes, Pascal Renwick dans Slipstream : Le Souffle du futur, Olivier Hémon dans Le Cinquième Singe (en), Georges Berthomieu dans Bugsy, Marcel Guido dans Président d'un jour et Philippe Laudenbach dans La Jeune Fille et la Mort. Entre 1995 et 2001, Jean Négroni devient sa première voix régulière, le doublant dans Maurice, Les Experts, À la recherche de Bobby Fischer, La Liste de Schindler, La Mutante, Contrat sur un terroriste, De quelle planète viens-tu ? et A.I. Intelligence artificielle.
Dans les années 2000, deux comédiens alternent principalement le doublage de Ben Kingsley entre 2003 et 2011. Il est doublé par Jean Lescot, dans Maison de sable et de brume, Slevin, Les Soprano, You Kill Me et Hugo Cabret et par Gérard Rinaldi dans Thunderbirds, La Dernière Légion, War, Inc., Love Gourou et Shutter Island. En parallèle, se succèdent entre 2000 et 2005 Michel Favory dans L'Enfer du devoir, Jean-Jacques Moreau dans Sexy Beast, Jean-Luc Kayser dans Un coup de tonnerre, Michel Robin  dans Oliver Twist  et Jean Barney dans BloodRayne. Med Hondo le retrouve en 2004 dans Suspect Zero et Vincent Violette le double deux fois en 2008 dans Guerre de l'ombre et Lovers.
En 2010, Féodor Atkine le double dans le film Prince of Persia : Les Sables du Temps puis est choisi pour le doubler à nouveau dans Iron Man 3. Il devient à partir de ce film sa voix française régulière dans la quasi-intégralité de ses apparitions. Ainsi, il est notamment sa voix dans l'univers cinématographique Marvel, Exodus: Gods and Kings, La Nuit au musée : Le Secret des Pharaons, Life, Knight of Cups, War Machine, Le Lieutenant Ottoman, Operation Finale ou encore Opération Brothers. Il est remplacé à deux reprises par Jean-Yves Chatelais, dans La Stratégie Ender et Hysteria, ainsi qu'à titre exceptionnel par Omar Yami dans The Dictator, Robert Guilmard dans L'Oracle, Bernard Lanneau dans Cœur de dragon 3 : La Malédiction du sorcier, Jacques Lavallée dans Toutânkhamon : Le Pharaon maudit,, Antoine Tomé dans Intrigo : Mort d'un auteur et Christophe Seugnet dans Ma vie avec Dalí. 
En version québécoise, Vincent Davy et Jacques Lavallée sont les voix régulières de l'acteur en alternance. Vincent Davy le double dans Bonne chance Slevin, Le Gourou de l'amour, Thérapie pour mon psy, Le Dénonciateur, Hugo, Iron Man 3, La Stratégie Ender et L'Exode : Dieux et Rois tandis que Jacques Lavallée est sa voix dans Assassins Inc., Prince of Persia : Les Sables du Temps, Une nuit au musée : Le secret du Tombeau, La Marche, Toutankhamon : L'Enfant roi, Security et Trahison d'État.
Il est également doublé à trois reprises par Yvon Thiboutot dans La Jeune Fille et la Mort, Le Mandat et Les Règles d'engagement ainsi qu'à titre exceptionnel par Léo Ilial dans Bugsy, le gangster sans scrupule, Alain Clavier dans Dave, Daniel Roussel dans Espèces, Hubert Gagnon dans Les sentinelles de l'air et Manuel Tadros dans Collision.